# Helicops modestus
Helicops modestus är en ormart som beskrevs av Günther 1861. Helicops modestus ingår i släktet Helicops och familjen snokar. Inga underarter finns listade i Catalogue of Life.
Arten förekommer i sydöstra Brasilien i delstaterna Goiás, Mato Grosso do Sul, Minas Gerais, São Paulo och Rio de Janeiro. Den lever i galleriskogar och i landskap med gräs och palmer. Helicops modestus är nattaktiv och den simmar ofta i vattnet. Denna orm jagar fiskar och groddjur. Honor lägger inga ägg utan föder upp till 45 ungar per tillfälle. Arten når en maximal längd av 63,3 cm (utan svans).
För beståndet är inga hot kända. IUCN listar Helicops modestus som livskraftig (LC).